# Pegomya constricta
Pegomya constricta är en tvåvingeart som beskrevs av Griffiths 1982. Pegomya constricta ingår i släktet Pegomya och familjen blomsterflugor.
Artens utbredningsområde är Texas. Inga underarter finns listade i Catalogue of Life.